# Douglas DC-4
Die Douglas DC-4 ist ein viermotoriges US-amerikanisches Verkehrsflugzeug als Tiefdecker mit Kolbenmotor-Antrieb der Douglas Aircraft Company. Die Maschine hat keine Druckkabine und verfügte über ein einziehbares Bugradfahrwerk. Der Flugzeugtyp, entwickelt Ende der 1930er Jahre, begann seine Karriere als militärisches Transportflugzeug und wurde nach dem Zweiten Weltkrieg auf der ganzen Welt im zivilen Luftverkehr eingesetzt. Von der DC-4 wurden später die Typen DC-6 und DC-7 abgeleitet.
Die militärische Version der DC-4 hieß bei der USAF C-54 Skymaster und bei der US Navy R5D.

## Geschichte

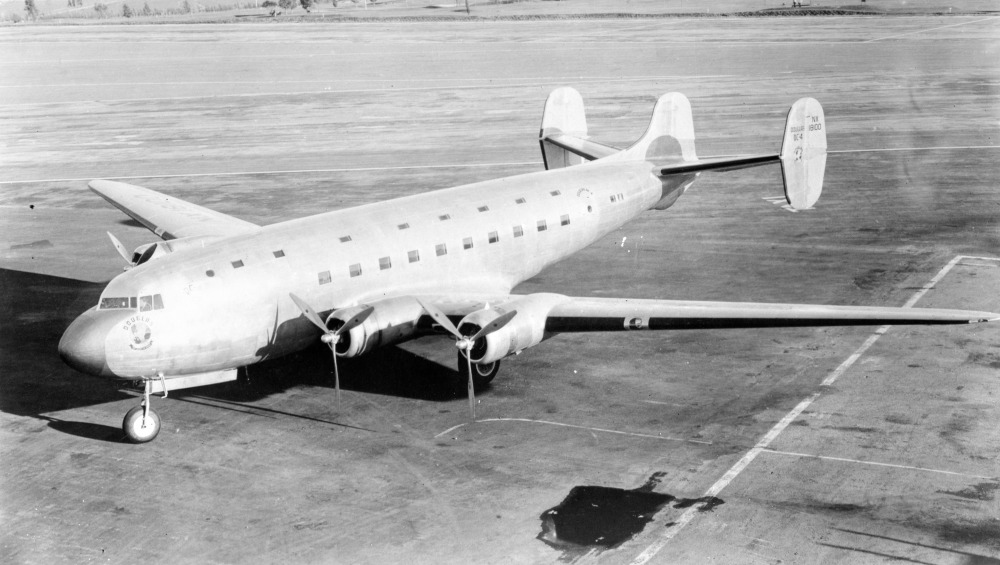
DC-4E

### DC-4E
Das erste Flugzeug mit der Bezeichnung DC-4 erschien bereits 1938 nach 18 Monaten Bauzeit als Prototyp in Gestalt der sehr großen Douglas DC-4E. Ihr Erstflug fand am 7. Juni desselben Jahres statt. Die Flugerprobung ergab keine besonderen Probleme. Die Maschine fand anfangs zwar gewisses Interesse, wurde jedoch alsbald als zu groß für den eigenen Bedarf abgelehnt. Ende 1939 wurde die einzige je gebaute DC-4E nach Japan an die Japan Airways Company verkauft, die sie nach nur einem einzigen Flug der japanischen Marine als Muster für einen überschweren Langstreckenbomber überließ.

### DC-4

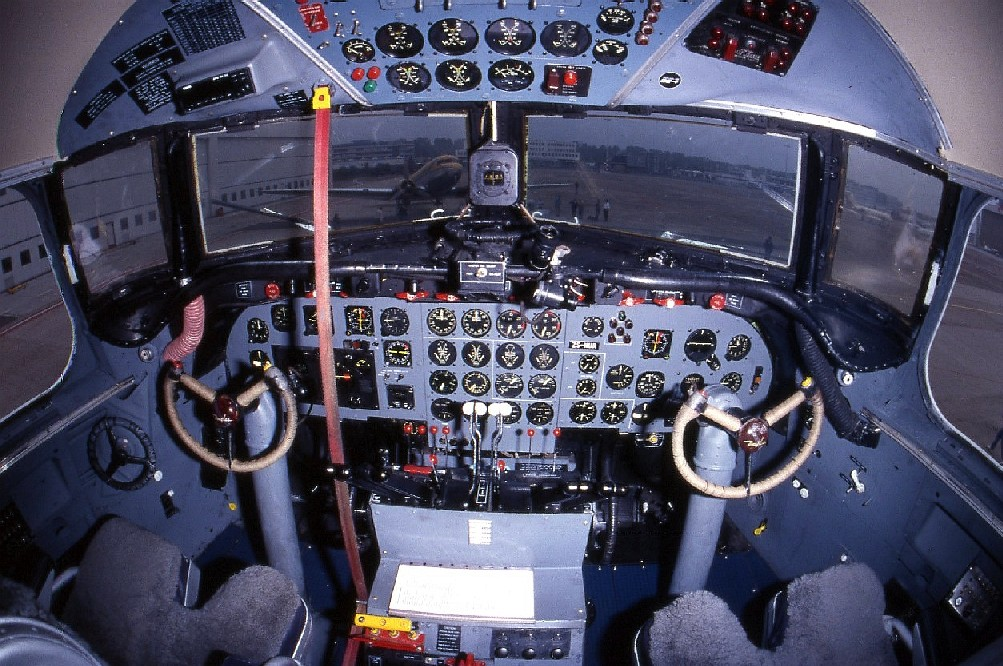
Cockpit der DC-4

Nach längeren Gesprächen mit verschiedenen Fluggesellschaften legte Douglas 1939 den Entwurf eines neuen, vergleichsweise großen viermotorigen Verkehrsflugzeugs vor, der im Gegensatz zum früheren Prototyp DC-4E entsprechend deren Wünschen dimensioniert war. Der Erstflug der nunmehr eigentlichen DC-4 am 14. Februar 1942 fand kurz nach dem Kriegseintritt der USA statt, schon mit militärischem Kennzeichen. Trotzdem wurden von den Fluggesellschaften 61 Stück vom Reißbrett weg bestellt. In den folgenden Jahren erwarb sich das Flugzeug in 1163 gebauten Exemplaren einen hervorragenden Ruf als zuverlässiges und belastbares Militärtransportflugzeug. Die DC-4 bzw. ihre militärische Version, die Douglas C-54 Skymaster, kam später auch als sogenannter Rosinen-Bomber während der Berliner Luftbrücke 1948/49 zum Einsatz.
Nach dem Kriegsende baute Douglas 79 zivile DC-4, ausgelegt für bis zu 56 Passagiere, die zusammen mit etwa 250 entmilitarisierten Maschinen gleichen Typs (C-54) weltweit bei Fluggesellschaften zum Einsatz kamen. Die ersten zivil gefertigten Maschinen wurden am 18. Januar 1946 an die US-amerikanische Western Airlines und an die belgische Sabena ausgeliefert. Weil Western Airlines ihre Maschinen kurz darauf in Dienst stellte, gilt sie als ziviler Erstbetreiber dieses Flugzeugtyps. Insgesamt wurden von der DC-4 bzw. C-54 1.244 Stück produziert.
Die DC-4 wurde in den ersten Nachkriegsjahren auch für den Überseeverkehr – vor allem über dem Nordatlantik – eingesetzt und löste dort die unwirtschaftlich gewordenen Flugboote ab. Wegen der schwachen Motoren, der fehlenden Druckkabine und der geringen Tankkapazität waren jedoch mehr Zwischenlandungen nötig. So musste beispielsweise bei einem Flug zwischen Europa und den USA zwischen den damals üblichen Sprungbrett-Flughäfen Shannon in Irland und Gander auf Neufundland auch auf Island und Grönland zum Auftanken zwischengelandet werden. Erst die ab 1945 gebaute verbesserte Version DC-4A besaß eine größere Tankkapazität und konnte unter normalen Wetterbedingungen die nördlichen Flughäfen auslassen. Dennoch wurde die DC-4 auf diesen Routen bald durch die stärkeren, schnelleren und mit Druckkabine ausgestatteten Lockheed Constellation und Douglas DC-6 ersetzt. Von da an fand die DC-4 überwiegend im Mittel- und Kurzstreckenverkehr Verwendung, oft mit dichterer Bestuhlung für bis zu 86 Passagiere. Pan Am setzte sie bis in die 1960er-Jahre im Berlin-Verkehr ein.
Die viermotorige Douglas in ihren verschiedenen Baustufen DC-4, DC-6 und DC-7 gehörte zu den meistverwendeten Flugzeugtypen der 1940er- und 1950er-Jahre. Die Etappen ihrer Karriere sind dabei denen ihres Hauptwettbewerbers, der Lockheed Constellation, nicht unähnlich: In den frühen 1940er-Jahren entwickelt, dann zunächst im Kriegseinsatz erprobt, schließlich in immer leistungsfähigeren Varianten eine der Hauptstützen des kontinentalen und interkontinentalen Flugverkehrs. Mit dem Aufkommen der Strahlflugzeuge aber wurde die Karriere der viermotorigen Douglas Ende der 1950er-Jahre schnell beendet.

## Modifizierungen
- Aviation Traders ATL-98 Carvair: kombiniertes Fracht- und Passagierflugzeug für den Autotransport mit über der Ladefläche gelegenem Cockpit ähnlich der Boeing 747 und großem Bugladetor; 21 Stück aus DC-4 und C-54 umgebaut
- Canadair North Star: von Canadair entwickelte Kombination aus der DC-4 und der Douglas DC-6 mit Rolls-Royce-Merlin-Motoren; 71 Stück neu gebaut, davon 51 mit Druckkabine

## Nutzung

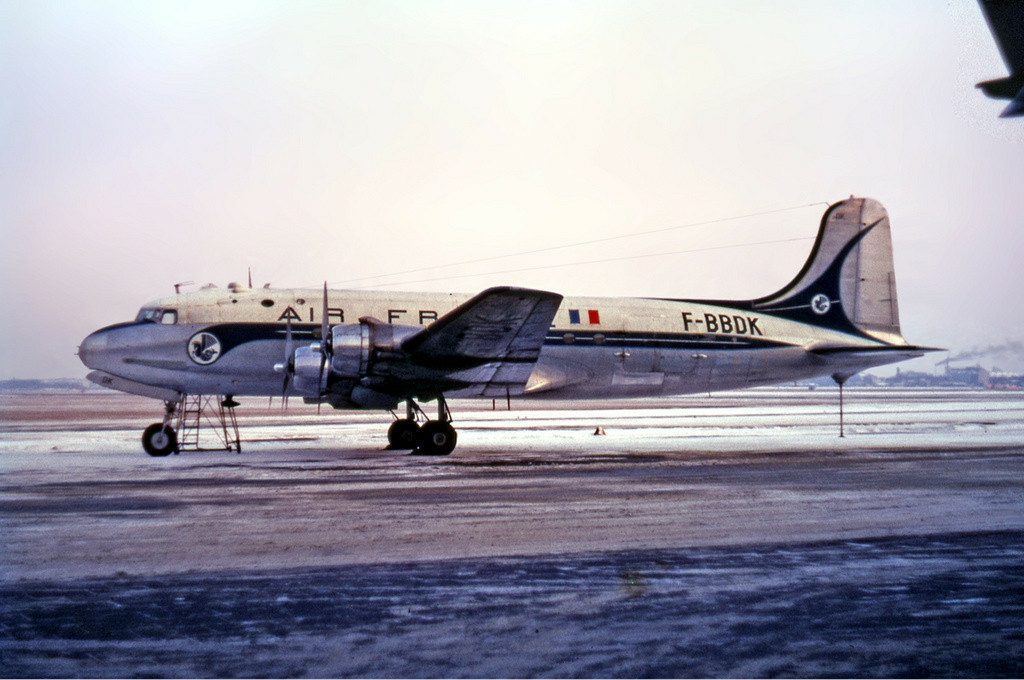
Douglas DC-4-1009 der Air France, 1964

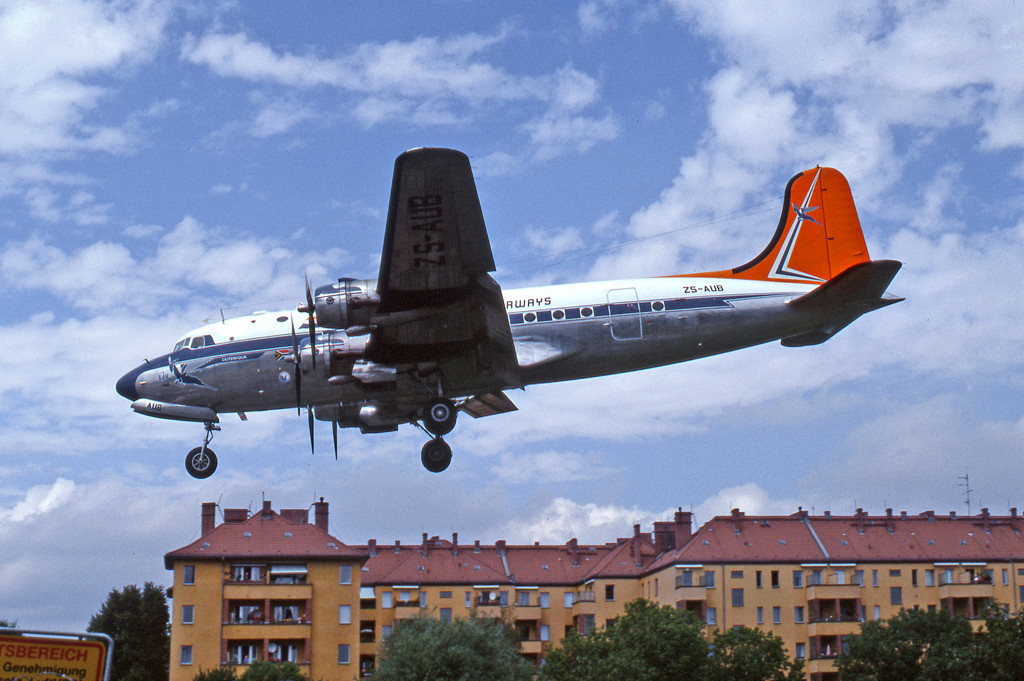
Douglas DC-4-1009 der South African Airways

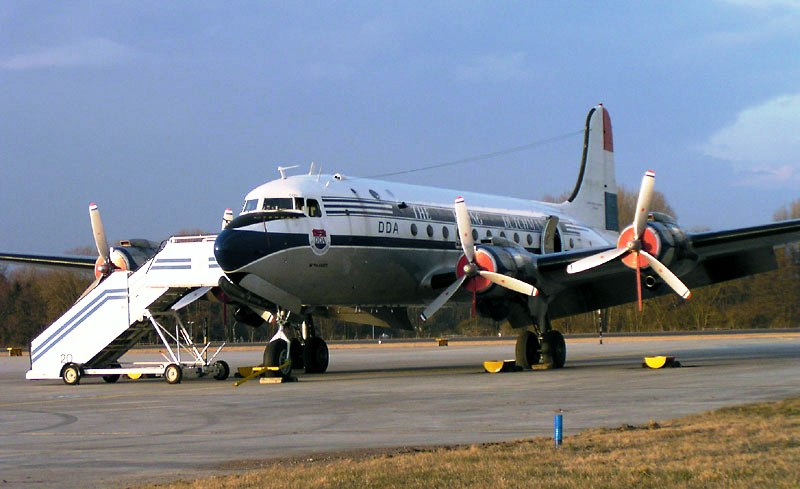
Douglas DC-4 der Dutch Dakota Association

### Zivile Nutzer
Betreiber werksneuer Maschinen waren:

#### Europa
- 03 × AB Aerotransport (ABA)
- 15 × Air France
- 02 × Det Danske Luftfartselskab (DDL)
- 02 × Det Norske Luftfartselskap (DNL)
- 03 × Iberia
- 06 × KLM Royal Dutch Airlines
- 09 × Sabena
- 03 × Svensk Interkontinental Lufttrafik AB (SILA)
- 04 × Swissair

#### Übersee
- 1 × ARAMCO
- 5 × Australian National Airways (ANA)
- 7 × National Airlines
- 3 × Northwest Airlines
- 6 × South African Airways
- 4 × Trans Australia (TAA)
- 1 × Waterman Airlines
- 5 × Western Airlines

#### D-A-CH - Gebiet, gebraucht erworbene Maschinen
Nutzung im sogenannten D-A-CH - Gebiet: In Österreich fand die DC-4 keine Verwendung. In der Schweiz wurden DC-4 auch durch die Balair genutzt. Betreiber in Deutschland waren:
- Aerotour
- All-Air
- Continentale Deutsche Luftreederei
- LTU
- Luftreederei Karl Herfurtner
- Transavia Flug
- Transportflug

### Militärische Nutzer
Militärische Betreiber in Europa waren:
- Belgische Luftstreitkräfte
- Dänische Luftstreitkräfte
- Französische Luftstreitkräfte
- Französische Marineflieger
- Isländische Küstenwache
- Portugiesische Luftstreitkräfte
- Royal Air Force
- Spanische Luftstreitkräfte
- Türkische Luftstreitkräfte

## Zwischenfälle
Vom Erstflug im Jahr 1942 bis Juli 2023 kam es, einschließlich militärischer Betreiber, zu 385 Totalverlusten dieses Flugzeugtyps (30,9 % der gebauten), wovon 322 auf Flugunfälle entfielen. Dabei kamen insgesamt 3588 Personen ums Leben.

## Technische Daten

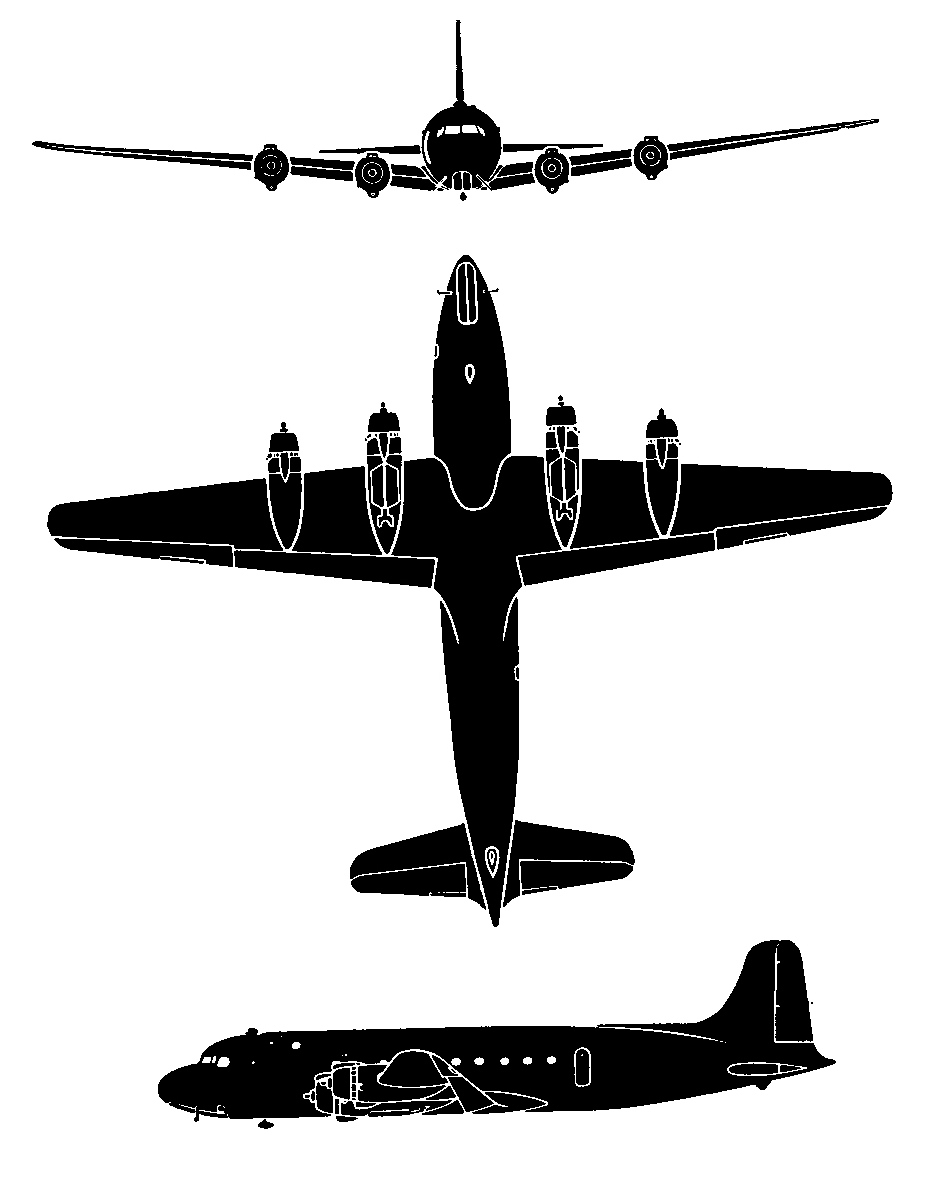
Douglas DC-4

| Kenngröße             | Daten der Douglas DC-4-1009                                                                                         |
| --------------------- | --- |
| Besatzung             | 2 Piloten, 1 Bordmechaniker, 2 Flugbegleiter, auf Langstrecken zusätzl. 1 Funker, 1 Navigator                       |
| Passagiere            | 56 – 86 |
| Länge                 | 28,60 m |
| Spannweite            | 35,81 m |
| Höhe                  | 8,38 m |
| Flügelfläche          | 135,63 m² |
| Leermasse             | 19.640 kg |
| max. Startmasse       | 33.112 kg |
| Antrieb               | vier luftgekühlte 14-Zylinder-Doppelsternmotoren Pratt & Whitney R-2000-2SD-13G Twin Wasp (je 1.081 kW / 1.450 WPS) |
| Höchstgeschwindigkeit | 451 km/h in 4.265 m Höhe                                                                                            |
| Reisegeschwindigkeit  | 365 km/h in 3.050 m Höhe                                                                                            |
| Dienstgipfelhöhe      | 6.800 m |
| normale Reichweite    | 4.023 km mit 5.189 kg Nutzlast                                                                                      |

## Trivia
- Die DC-4 war ein populäres Flugzeug in Katastrophenfilmen der fünfziger und sechziger Jahre: Sowohl im deutschen Film Flug in Gefahr als auch im amerikanischen Film Es wird immer wieder Tag ist eine DC-4 das betroffene Flugzeug, das letztlich glücklich gelandet werden kann.